# Musée des arts appliqués (Vienne)
Pour les articles homonymes, voir MAK et Musée des arts appliqués.
Le MAK – Musée autrichien d’arts appliqués / art contemporain  (titre original: MAK – Österreichisches Museum für angewandte Kunst / Gegenwartskunst) est un musée d’arts décoratifs sur le Stubenring 1 dans le centre-ville de Vienne. Outre son orientation traditionnelle vers les Arts décoratifs et le design, ce musée accorde également une place importante à l’Art contemporain.
Le bâtiment, conçu par Heinrich von Ferstel, a été érigé en 1871. Depuis 2004, le musée est illuminé le soir par l'installation extérieure permanente "MAKlite" de l'artiste international de land art James Turrell.
En 2015, le MAK a été le premier musée à acheter une œuvre d'art (l'économiseur d'écran "Event listeners" de van den Dorpel) avec la crypto-monnaie Bitcoin.
Avec plus de 300 000 objets, le MAK possède la plus grande collection en ligne de tous les musées fédéraux autrichiens.
Lors de la visite, l'audioguide peut être utilisé comme une application Web sur un téléphone mobile.

## Historique
Le 7 mars 1863, le musée royal et impérial autrichien de l’art et de l’industrie (plus couramment appelé simplement musée autrichien) est inauguré après de longues années d’efforts de la part de Rudolf von Eitelberger pour l’empereur François-Joseph Ier à l’initiative de son cousin l’archiduc Rainier d'Autriche. Rudolf von Eitelberger, premier professeur d’histoire de l’art à l’université de Vienne, est également nommé directeur du musée. Le musée suit essentiellement le modèle du South Kensington Museum (aujourd’hui Victoria and Albert Museum) fondé en 1852 à Londres. Le musée autrichien veut représenter un lieu d’inspiration pour les artistes, les industriels et le public et faire office de lieu de formation pour les créateurs et les artisans. Les objets peuvent désormais être exposés de manière permanente en fonction du principal matériau utilisé lors de leur conception. L’inauguration du musée a lieu le 12 mai 1864 dans la salle de bal du Hofburg.
Trois ans plus tard, en 1867, est fondée l’École royale et impériale des arts décoratifs du musée royal et impérial autrichien des Arts et de l’Industrie (aujourd’hui appelée université d’arts appliqués). Avec cette école, on assiste à la séparation – physique et institutionnelle – des deux formations (art pur et Arts décoratifs). Ainsi, formation pratique et théorique sont conjuguées. L’inauguration de l’école d’Arts décoratifs a lieu en 1868, dans un premier temps dans l’ancienne manufacture de fusils à l’angle des rues Währinger Straβe et Schwarzspanierstraβe (où se trouve aujourd’hui l’Institut d’Anatomie construit en 1886) et ne sera relocalisé et ouvert sur le Stubenring 3 qu’en 1877 à la suite d’un agrandissement.

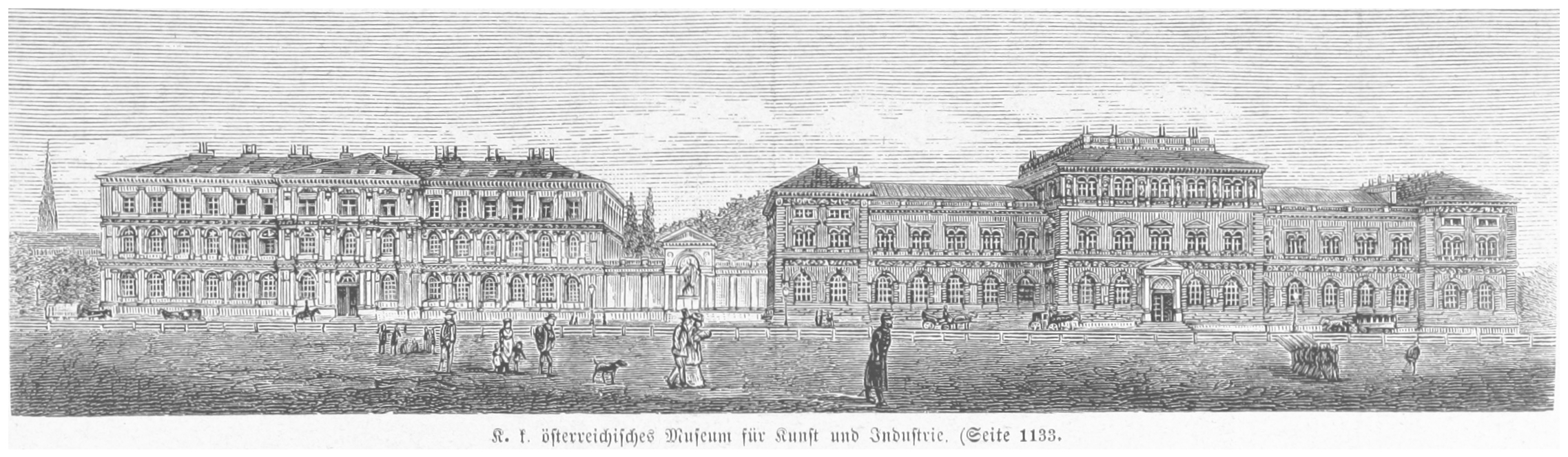
Le MAK vers 1880

En 1897, Arthur von Scala, jusqu’alors directeur du musée oriental royal et impérial (plus tard transformé en musée royal et impérial autrichien du commerce), prend la direction du Musée des Arts et de l’Industrie et fait de Otto Wagner, Felician von Myrbach, Koloman Moser, Josef Hoffmann et Alfred Roller des collaborateurs du musée et de l’école d’Arts appliqués. À la suite de désaccords entre Otto Scala et la société autrichienne des Arts et du design (fondée en 1884), qui semble réduire son influence sur le musée, l’archiduc Rainier renonce à ses fonctions de protecteur en 1898 et de nouveaux statuts sont rédigés. Deux ans plus tard, en 1900, les administrations de l’école d’Arts décoratifs et du musée se séparent, bien que cette scission ne fût effective qu’en 1909 : le Musée autrichien est alors rattaché au Ministère royal et impérial des travaux publics alors que l’école reste du domaine du ministère royal et impérial de l’Enseignement et de la Culture. En 1907, le musée des Arts et de l’Industrie récupère la majeure partie de la collection du Musée royal et impérial autrichien du commerce. 
Le musée fait également paraître une revue d’abord sous le nom de Mittheilungen des k.k. Österreichischen Museums für Kunst und Industrie (« Publications du musée royal et impérial autrichien des Arts et de l’Industrie ») entre 1865 et 1897. Cependant, entre 1898 et 1921, la revue du musée est publiée sous le nouveau nom de Kunst und Kunsthandwerk (« Art et artisanat ») et se fait rapidement connaître à l’international. Entre 1955 et 1985, le musée publie la revue Alte und moderne Kunst (« Art traditionnel et moderne »).
Après l’instauration de la Première République d’Autriche, d’anciennes propriétés des Habsbourg, comme des tapis orientaux par exemple, sont données au musée. Le musée d’histoire de l’art de Vienne cède en 1936 et en 1940 une partie de ses sculptures et de sa collection de pièces de l’Antiquité au musée du Stubenring et reçoit en échange des pièces de style Arts décoratifs de la collection Figdor et du musée d’Arts décoratifs. Après l’annexion de l’Autriche par le Royaume d’Allemagne, le musée est renommé Staatliches Kunstgewerbemuseum in Wien (« musée national des Arts décoratifs à Vienne ») en 1938. Entre 1935 et 1945, les musées récupèrent plusieurs collections privées qui avaient été saisies. Les collections du musée national d’Arts décoratifs de Vienne s’enrichissent également de cette manière. Depuis 1998, un grand nombre d’œuvres d’art a pu être restitué grâce à la recherche de provenance.
  
En 1947, le musée national des Arts décoratifs de Vienne est renommé et devient le musée des Arts appliqués (MAK). Le musée rouvre ensuite ses portes en 1949, une fois les dommages de la guerre réparés. En 1965, le château de Geymüller devient une antenne du musée. Dès son ouverture, il accueille l’impressionnante collection d’horloges du Dr Franz Sobek (composée d’horloges typiques viennoises datant des années 1760 au milieu du XXe siècle) ainsi que des meubles de 1800 à 1840 que possède le MAK. À la fin des années 1980, le musée réalise des rénovations (ravalement de façade, peinture de certains espaces intérieurs) pour restaurer le musée et lui rendre son apparence originelle. Grâce à la nouvelle décoration et la nouvelle disposition des horloges dans les pièces du château de Geymüler, le musée est parvenu à offrir - et offre encore aujourd’hui - à ses visiteurs une idée de ce à quoi ressemblait une résidence d’été dans le style Empire ou Biedermeier.

### Histoire du musée depuis 1986
En 1986, la direction du MAK est reprise par Peter Noever. Cela entraîne un changement de la politique du musée qui met alors davantage l’accent sur la collection d’art contemporain.
La tour de combat du parc de Arenberg, l’une des six tours construites à Vienne durant la Seconde Guerre mondiale, devient une nouvelle antenne du musée en 1994 et devient dès 1995 un dépôt d’art contemporain du MAK où sont exposées plusieurs pièces majeures de la scène internationale de l’art moderne. Entre 2001 et 2002, le projet CAT-Contemporary Art Tower voit le jour. Après avoir été présenté à New York, Los Angeles, Moscou et Berlin, il s’installe à Vienne même. Le projet a pour but de transformer la tour de combat de Arenberg en véritable centre d’art contemporain afin de satisfaire les exigences complexes des productions artistiques contemporaines.
Après une exposition au MAK sur Josef Hoffmann en 1992 dans la maison où il est né à Brtnice, en République tchèque, les contacts avec la Galerie morave de Brno s’intensifient. Depuis 2006, les deux institutions dirigent ensemble cette antenne du musée renommée « musée Josef Hoffmann ». On y trouve une collection permanente ainsi que des expositions temporaires sur Josef Hoffmann et ses contemporains.
En 1994, le MAK crée l’antenne MAK Center for Art and Architecture. Les collections qu’elle abritait se trouvent désormais dans trois bâtiments majeurs de l’architecte expérimental viennois Rudolph M. Schindler à Los Angeles (Rudolph Schindler House, Pearl M. Mackey Apartment House, Fitzpatrick-Leland House). Leur point fort réside dans la mise en avant des nouvelles tendances et des évolutions interdisciplinaires dans les beaux-arts et en architecture, soutenues par des financements et des projets et développées avec des expositions temporaires.
Un autre des grands projets du musée est le MAK im öffentlichen Raum (« MAK dans l’espace public »). Le musée soutient activement les artistes contemporains dont les œuvres sont pour l’essentiel présentées dans le cadre d’une exposition au sein du MAK puis installées dans la ville de Vienne et ce dans le but de rapprocher l’Art des lieux publics. Plusieurs artistes internationaux y sont représentés, notamment James Turrell (the other horizon, Skyskace, 1998, Jardin du château de Geymüller  Geymüllerschlössel), Donald Judd (Stage Set, 1998, Stadtpark), Philip Johnson (Wiener Trio, 1998, quai François-Joseph), Franz West (Vier Lemurenköpfe, 2001, pont Stuben-brucke) et Michael Kienzers (Stylit, 2005, Stubenring/ rue Weiskirchnerstraße). 
En 2000, dans le cadre de la réorganisation des musées nationaux, le MAK se voit retirer son titre d’établissement scientifique de droit public.
Depuis 2006, le MAK propose avec la série Künstler im Fokus (« Focus sur l’artiste » ) un concept à la fois innovant et thématique en matière d’exposition d’art contemporain : pendant six mois, l’exposition se consacre à un groupe d’œuvres majeures de l’un des artistes contemporains représentés dans la collection ; au bout de six mois, c’est un autre artiste de la collection qui est mis à l’honneur. Ce projet réunit à ce jour les artistes Arnulf Rainer, Alfons Schilling, Padhi Frieberger, Franz West, Heimo Zobernig, Franz Graf et Liam Gillick.
En 2012 débute le MAK en coopération avec l’université des Arts appliqués de Vienne avec la série d’expositions intitulée ANGEWANDTE KUNST. HEUTE (LES ARTS APPLIQUÉS. AUJOURD’HUI). Celle-ci doit offrir une plateforme destinée aux formes contemporaines des Arts appliqués et ainsi créer une plus grande visibilité pour des positions particulièrement intéressantes aux diplômés de l’Université des Arts appliqués de Vienne habitant et travaillant en Autriche.
En 2015, le MAK lance la biennale de Vienne, la première biennale à réunir art, design et architecture. Elle se déroule du 11 juin au 4 octobre 2015 et est organisée par le MAK en coopération avec l’université des Arts appliqués de Vienne, la Kunsthalle Wien, l’Architekturzentrum Wien et le centre de création de la Wirtschaftsagentur Wien. L'initiative est soutenue par l’AIT Austrian Institute of Technology comme partenaire de recherche extérieur à l’université.

### MAK Design Labor

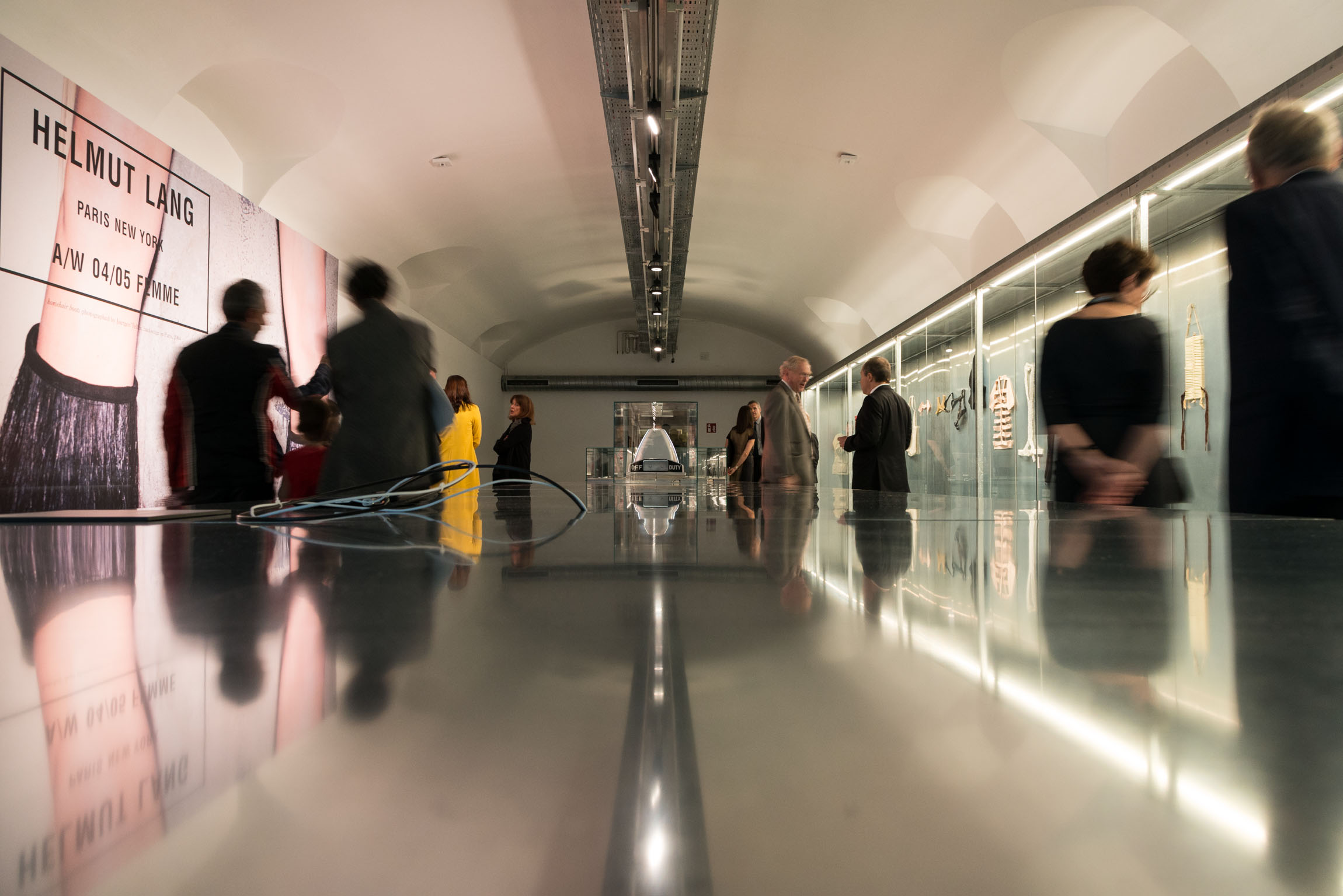
Visiteurs dans le MAK Design Labor

À l’occasion de son 150e anniversaire, le MAK se positionne comme une passerelle entre l’art et le quotidien avec le MAK Design Labor, ouvert en 2014. À la suite de ce repositionnement de l’ancienne collection d’étude, le MAK coopère avec l’équipe de designers autrichiens EOOS ainsi qu’avec l’IDRV - Institute of Design Research Vienna - afin de rendre les liens transversaux entre l’art du XXIe siècle et des époques précédentes tangibles immédiatement.
Les passages nouvellement conçus et les unités modulables conduisent à une expérience de l’espace fédératrice et permettent une adaptation rapide aux demandes variables. Le forum du MAK constitue ainsi un espace utilisable flexible utilisé comme lieu de rencontre et comme terrain d’expérimentation pour les expositions et les modèles de médiation. La MAK Galerie, en tant que partie du MAK Design Labor, accueille la série d’expositions intitulée Angewandte Kunst. Heute.

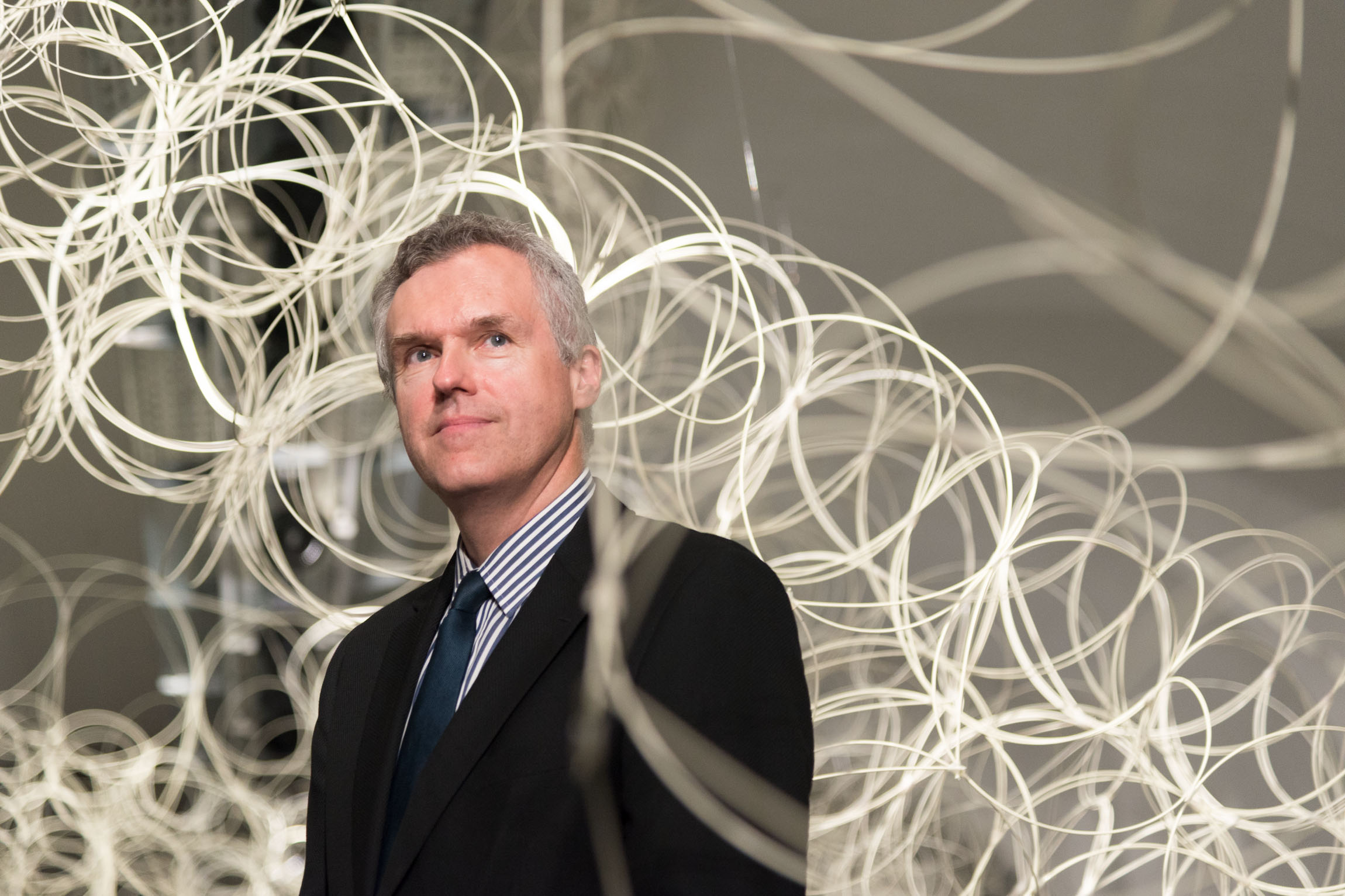
Christoph Thun-Hohenstein dans le MAK

### Directeurs
- Rudolf Eitelberger (1863–1885)
- Jacob von Falke (1885–1895)
- Bruno Bucher (1895–1897)
- Arthur von Scala (1897–1909)
- Eduard Leisching (1909–1925)
- Hermann Trenkwald (1925–1927)
- August Schestag (1927–1932)
- Richard Ernst (1932–1950)
- Ignaz Schlosser (1950–1958)
- Viktor Griessmaier (1958–1968)
- Wilhelm Mrazek (1968–1978)
- Gerhard Egger (1978–1981)
- Herbert Fux (1981–1984)
- Ludwig Neustifter (directeur par intérim, 1984–1986)
- Peter Noever (1986–2011)
- Martina Kandeler-Fritsch (directrice par intérim, février-août 2011)
- Christoph Thun-Hohenstein (2011-2021)
- Lilli Hollein (depuis 2021)

### Bâtiments

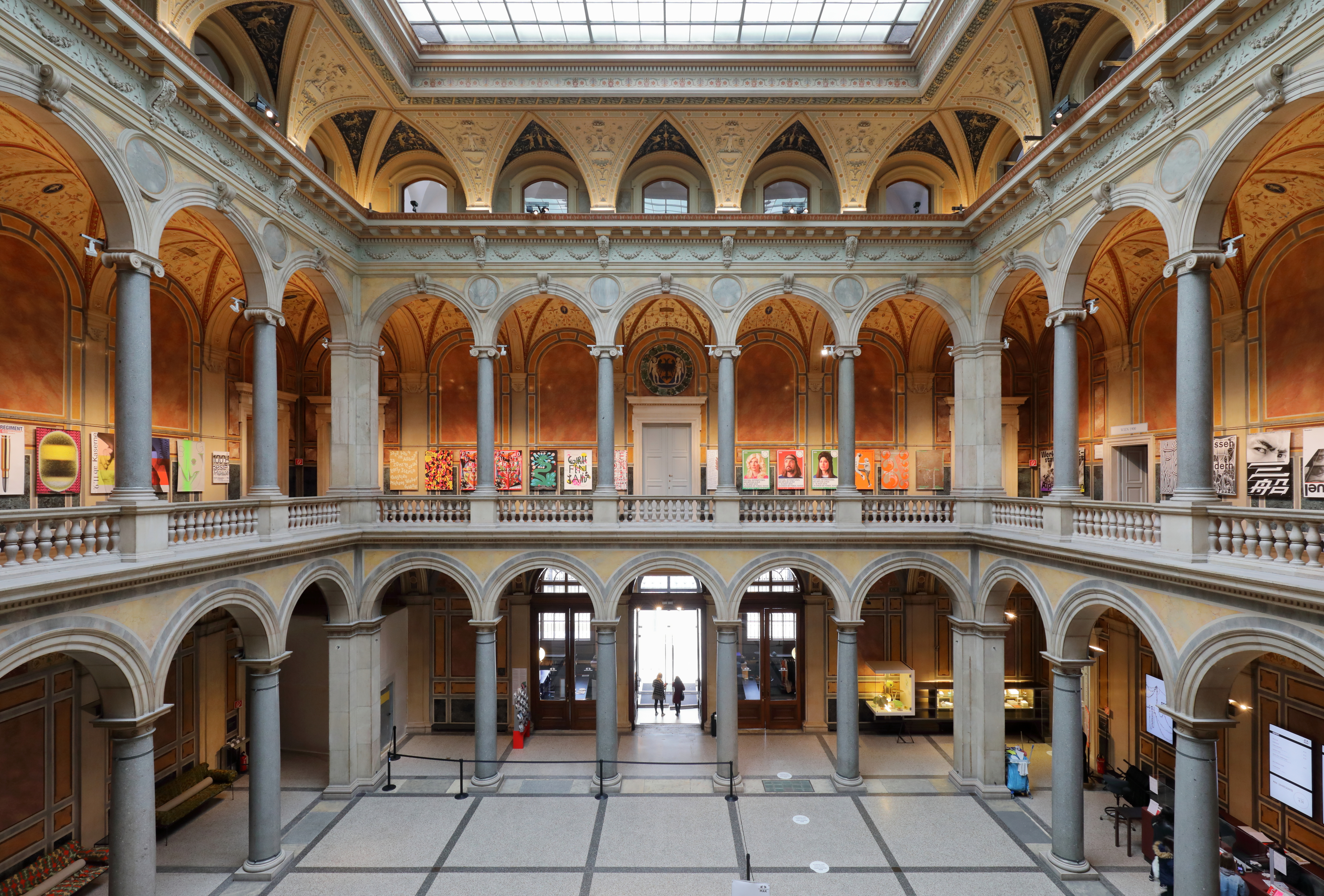
Cour intérieure du musée

À partir de 1869 débute l’érection d’un nouveau complexe muséologique en style néo renaissance pour le Musée royal et impérial autrichien de l’Art et de l’Industrie sur le Stubenring 5 selon les plans de Heinrich von Ferstel. Le 15 novembre 1871, le musée est rendu accessible au public dans le cadre d’une grande ouverture et est inauguré comme premier bâtiment muséographique sur le Ring. À partir de 1875 débute l’érection d’un nouveau bâtiment adjacent au Musée autrichien destiné à l’école d’arts appliqués sur le Stubenring 3, dont les plans provenaient également de Heinrich von Ferstel. La nouvelle école d’arts appliqués ouvre en 1877. En 1906, le bâtiment d’agrandissement du musée est construit dans la Weiskirchnerstraße 3 par Ludwig Baumann et sa construction s'achève en 1908. À la suite de la Seconde Guerre mondiale et jusqu’en 1949 ont lieu les réparations des dégâts provoqués par la guerre sur les bâtiments du musée. En 1989 commencent la rénovation générale des bâtiments anciens du complexe muséologique et la construction d’un accumulateur à deux niveaux à travers lequel de nouveaux dépôts destinés à la collection et des surfaces d’exposition supplémentaires voient le jour. En 1993, à la suite de cette transformation, a lieu l’ouverture du musée avec des salles d’exposition dessinées par des artistes. Le bâtiment situé dans la Weiskirchnerstraße est réservé aux expositions temporaires, tandis que les salles situées sur le Stubenring abritent la collection d’exposition permanente, la collection d’étude et la MAK Galerie.

## Collection du MAK

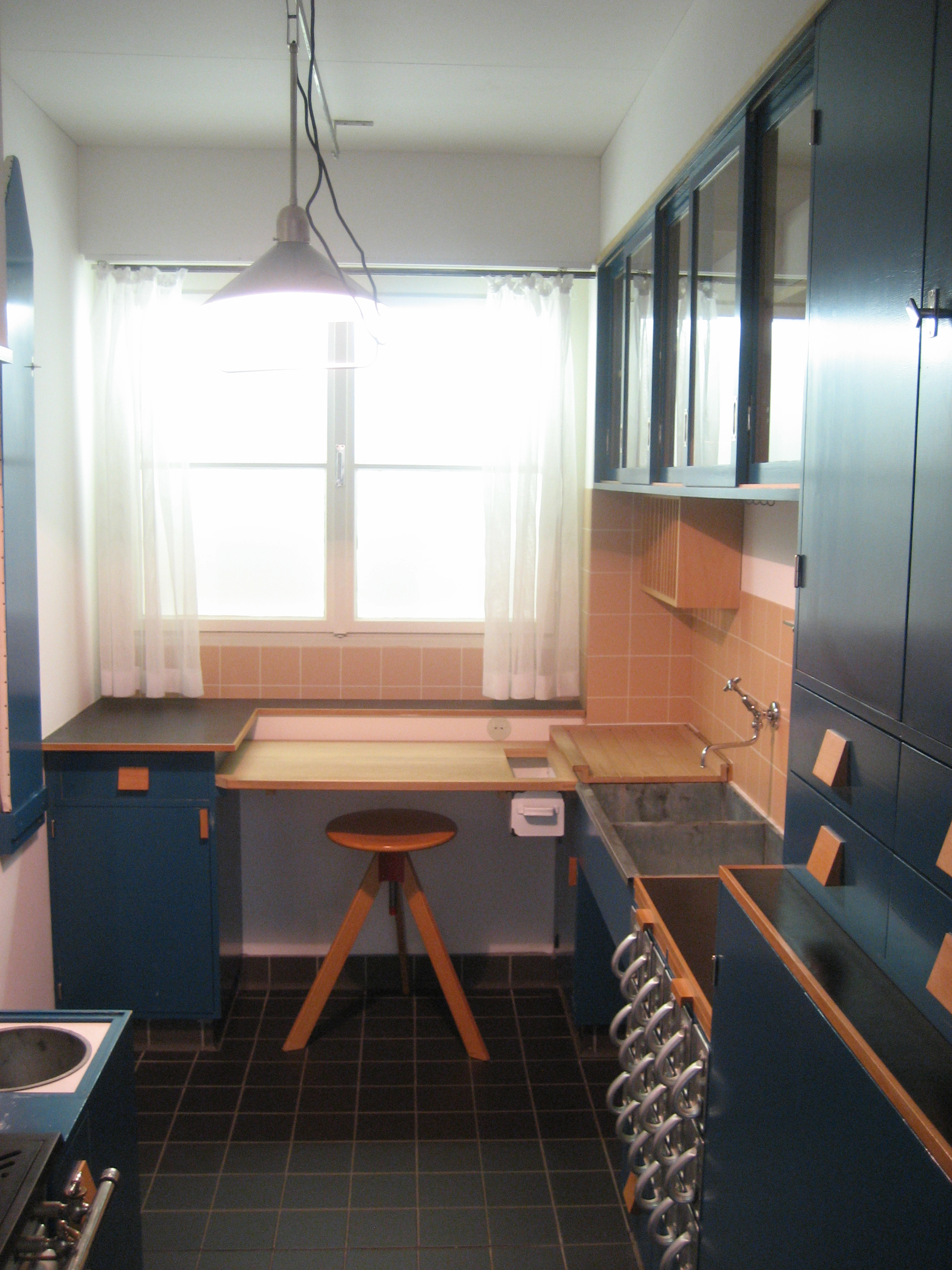
Cuisine de Francfort de Margarete Schütte-Lihotzky dans la collection d’étude

À la suite de sa fondation historique, la collection du MAK est partagée en différentes sections selon leur finalité fonctionnelle. La Schausammlung (collection d’exposition) présente des objets usuels d’artisanat, ordonnés de manière chronologique du Moyen Âge à l’époque actuelle ou en fonction de leur région d’origine.
Les pièces issues des Wiener Werkstätte, les fauteuils des entreprises Thonet et Kohn, les meubles de l’entreprise Danhauser (de), les croquis d’une frise destinée au palais Stoclet dessinés par Klimt, la chambre en porcelaine du palais Dubsky réalisée par C. du Paquier, ainsi qu’une collection de verres de Bohême et vénitiens, des dentelles flamandes et italiennes, de l’argent, de la porcelaine et des tapis constituent les points forts de cette collection.
- Art roman Gothique Renaissance
- Classicisme Baroque Rococo
- Style Empire Biedermeier
- Historicisme Art nouveau Art déco
- Wiener Werkstätte
- Architecture du XX/XXIe siècle
- Art contemporain
- Orient
- Asie

Jusqu’en 2014, la Collection d’étude présente une partie des nombreuses pièces qui la composent classées par ordre technologique en fonction du matériau à partir duquel elles sont fabriquées. Depuis la transformation en MAK Design Labor, près de 2 000 pièces d’exposition, classées par îlots thématiques, sont exposées dans le sous-sol du musée. Cette disposition crée une nouvelle conception de l’espace d’exposition et instaure une interaction entre œuvres d’art historiques et design contemporain. Des îlots thématiques interactifs permettent d’illustrer des domaines comme la cuisine, l’alimentation, la boisson, la position assise, la production artistique, la production industrielle, les modes de production alternatifs, le transport, la communication et l’ornement. Certaines salles sont également dédiées à Josef Hoffmann et Helmut Lang, qui représentent les grands moments artistiques à l’aide de croquis.
Dans la Kunstbättersaal (salle des estampes) ont lieu des expositions temporaires qui présentent entre autres des affiches, des projets architecturaux, des imitations ou des estampes japonaises gravées sur bois consacrés à des thématiques diverses. Le Design-Info-Pool (DIP) est financé afin de prendre en compte les caractéristiques du design autrichien contemporain et sert également d’archive. La collection d’étude comprend également une reproduction de la Cuisine de Francfort de Margarete Schütte-Lihotzky.
La MAK-Bibliothek und Kunstblättersammlung (bibliothèque et collection d’estampes du MAK) fournit des informations sur tous les domaines des Arts appliqués. La bibliographie porte sur l’ensemble de la période allant du XVIe siècle à nos jours, tandis que les manuscrits, incunables et ouvrages portent sur la période allant du XVe siècle à nos jours. La collection d’estampes regroupe des estampes d’ornement, des affiches, des photos, des dessins, des aquarelles ainsi que des plans et croquis provenant des archives de la Wiener Werkstätte. Certaines estampes particulièrement belles représentent le Hamzanama.
Sur son espace intitulé MAK-Sammlung online, le MAK rend certaines de ses pièces accessibles à tous :
- Estampes japonaises / Ukiyo-e
- Art d’Asie orientale
- Textiles de l’Antiquité tardive
- Affiches
- Estampes d’ornement
- Dessins de la Wiener Werkstätte
- Joseph Binder – graphisme
- Tissus et tapisseries anglais des années 1900 (Arts and Crafts Movement)

## Musée digital
Le MAK dispose d'une large gamme d'offres digitales. Les données sur la collection ou les publications internes sont diffusées pour la recherche de manière transparente, et des formats tels que les MAK Digistories ou le MAK Blog fournissent des informations sur une grande variété de sujets. L'audioguide est fourni gratuitement sous la forme d'une application Web.
- MAK Collection Online
  - Publications du musée
- Stories
  - MAK Blog
  - MAK Digistories
  - MAK Design LAB
  - MAK Guide
  - Visites 3D et expositions en ligne sur Gustav Klimt sur Google Arts & Culture
  - Digital Life Literacy
- Jeux
  - World Wide Wonderland
  - MIX MAK
- Video

## Distinction
- 1996 : Prix du Musée du Conseil de l’Europe

## Antennes du MAK
Les antennes du MAK sont situées dans plusieurs pays et sur plusieurs continents :
- Vienne

MAK-Expositur Geymüllerschlössel
- République tchèque

Musée Josef Hoffmann, Brtnice (utilisé depuis début 2006 comme antenne commune par le MAK et la galerie Moravská de Brno)
- États-Unis

MAK Center for Art and Architecture, Los Angeles (Rudolph Schindler House, Pearl M. Mackey Apartment House, Fitzpatrick-Leland House).